# MyHeritage
MyHeritage é uma plataforma de genealogia online que oferece serviços e produtos web, móveis e de software. Usuários da plataforma podem criar árvores genealógicas, subir fotos e visualizá-las, bem como pesquisar 9 bilhões de registros históricos globais, entre outras funções. Ao final de 2018, a empresa disponibilizava o serviço em 42 idiomas e contava com cerca de 92 milhões de usuários no mundo todo. Em janeiro de 2017 a empresa já contava com 35 milhões de árvores genealógicas.
Tem sua sede em Or Yehuda, Israel, além de escritórios em Tel Aviv, Kiev, Ucrânia, e também nos Estados Unidos em Lehi, estado de Utah, e em Burbank, estado da Califórnia.

## História

### 2003–2007: Fundação e primeiros anos
MyHeritage foi fundado em 2003 por Gilad Japhet (que continua a ser o CEO da empresa). Japhet deu início à sua empresa, na sala da sua casa em um moshav. Por um longo tempo, a sede da empresa se manteve em uma fazenda da família, localizada em Bnei Atarot. Nos seus primórdios, MyHeritage foi mantido quase que exclusivamente com recursos próprios. Em 2005, a empresa recebeu um aporte de investidores. Assim, passou-se de um serviço totalmente gratuito para um modelo de negócios do tipo freemium.

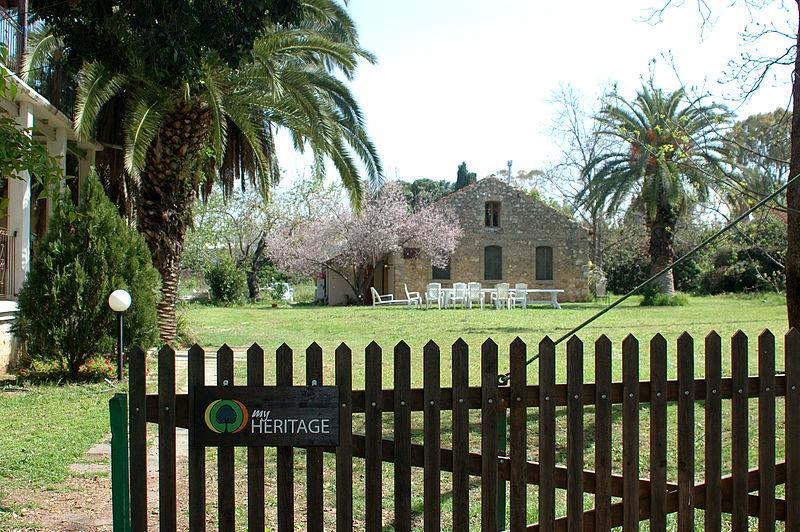
Primeiro escritório do MyHeritage na vila de Bnei Atarot, Israel

Já no início, MyHeritage permitia a seus usuários que fizessem o upload das informações genealógicas mantidas em seus computadores. Estas informações podiam ser visualizadas online, mas não podiam ser alteradas. Em 2006, MyHeritage introduziu novas funções, como um software para reconhecimento facial, que reconhecia características faciais a partir de um banco de dados de fotografias, para unir indivíduos. Em dezembro de 2006, a empresa adquiriu o software Pearl Street, criador de um software para árvores genealógicas (Family Tree Legends), bem como um site para o envio de árvores genealógicas (GenCircles), com mais de 160 milhões de perfis e 400 milhões de registros históricos.
No final de 2007, MyHeritage contava com 150.000 árvores genealógicas, 180 milhões de perfis, 100 milhões de fotos e 17.2 milhões de usuários espalhados por todo o mundo. O serviço estava disponível na época em 17 idiomas. Nesta altura, a empresa passou a oferecer uma nova ferramenta baseada na web que permitia ao usuário subir informações genealógicas diretamente ao site do MyHeritage. MyHeritage também recebeu um aporte de US$ 9 milhões de um fundo de investidores, sendo que a metade deste total veio da Accel.

### 2008–2012: Aquisições e expansão
Em 2008, MyHeritage levantou US$ 15 milhões através de um grupo de investidores incluindo Index Ventures e Accel. Naquela altura, o site já contava com 260 milhões de perfis pessoais, 25 milhões de usuários, 230 milhões de fotos, e estava disponível em 25 idiomas. Logo após o aporte, MyHeritage adquiriu a empresa Kindo, um serviço para a criação de árvore genealógica, localizado no Reino Unido. Em 2009, a empresa lançou uma nova versão do seu software para criação gratuita de árvores genealógicas, o Family Tree Builder, que incluía a habilidade de sincronização de informações entre o software e o website.
Em 2010, MyHeritage adquiriu o Grupo OSN, baseado na Alemanha, uma rede social genealógica com 7 sites de genealogia diferentes. Alguns deles são a página Verwandt.de na Alemanha, Moikrewni.pl na Polônia, e o Meusparentes.com.br, no Brasil. A aquisição trouxe ao MyHeritage várias funções novas (incluindo brasões, a junção de árvores genealógica e a opção de ingressar no mundo dos aplicativos móveis), bem como um total de 540 milhões de perfis pessoais, 47 milhões de usuários ativos e 13 milhões de árvores genealógicas. Em 2011, estes números já haviam crescido para 760 milhões de perfis pessoais e 56 milhões de usuários, depois da aquisição do site de genealogia polonês Bliscy.pl.
Outras aquisições realizadas em 2011 incluem a rede de família holandesa, Zooof; o BackupMyTree, um serviço de backup designado para proteger até 9 terabytes de informação histórica familiar offline; e o FamilyLink, um desenvolvedor de sites de conteúdo histórico familiar e detentor de um vasto banco de dados de registros históricos (WorldVitalRecords.com, com seus censos, registros de casamento, nascimento e falecimento, bem como um acervo de jornais históricos). Ao final de 2011, MyHeritage já contava com 60 milhões de usuários, 900 milhões de perfis pessoais, 21 milhões de árvores genealógicas e estava disponível em 38 idiomas diferentes. Nesse ano, a empresa lançou sua primeira versão do aplicativo móvel para sistemas iOS e Android.
Em 2012, MyHeritage ultrapassou a marca de 1 bilhão de perfis e lançou várias funcionalidades novas incluindo o SuperSearch, um mecanismo de busca para bilhões de registros históricos e o Record Matching, uma tecnologia que compara automaticamente os registros históricos de MyHeritage aos perfis no site, ao mesmo tempo que envia alertas aos usuários sempre que uma nova semelhança for detectada para um parente na sua árvore genealógica.
Em novembro de 2012, MyHeritage adquiriu um de seus principais competidores, Geni.com. A empresa manteve todos os funcionários do Geni e passou a gerir a empresa separadamente, mantendo sua marca própria em Los Angeles, Califórnia. Fundada por David Sacks em 2007, Geni é um site de genealogia com o objetivo de “criar a maior árvore genealógica do mundo”. A aquisição adicionou 7 milhões de novos usuários ao MyHeritage, aumentando o número total para 72 milhões. Na altura, o MyHeritage já contava com 27 milhões de árvores genealógicas e 1.5 bilhões de perfis e estava disponível em 40 idiomas. Além da aquisição do Geni, MyHeritage também recebeu um aporte de 25 milhões de dólares através do Bessemer Venture Partners.

### 2013 até agora: parcerias, crescimento e futuro

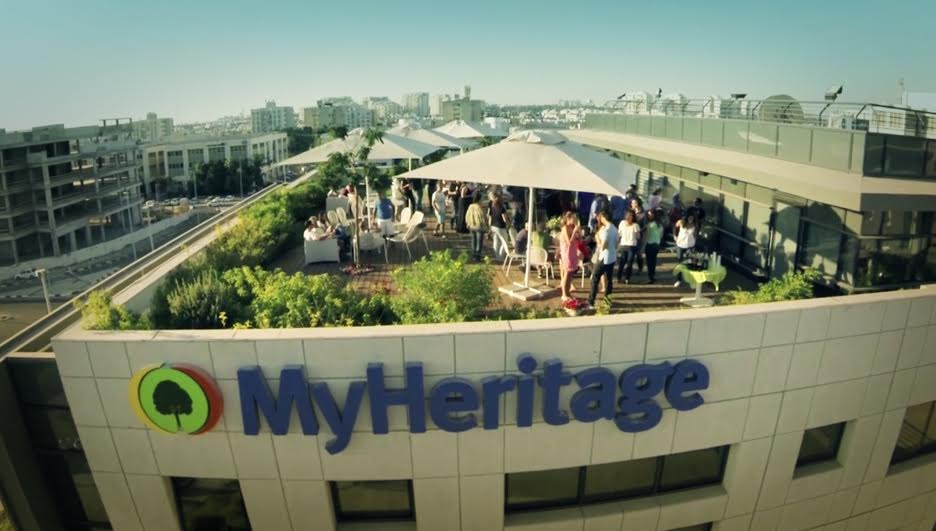
Sede do MyHeritage em Or Yehuda, Israel

Em 2013, o MyHeritage deu início a uma parceria estratégica, permitindo que o FamilySearch utilizasse suas tecnologias, possibilitando que seus usuários encontrassem seus antepassados mais facilmente. Na época do acordo, o MyHeritage tinha 75 milhões de usuários registrados e 1.6 bilhões de perfis. A empresa também ganhou acesso a todos os censos Americanos de 1790 to 1940. Em abril de 2013, o MyHeritage lançou o Family Tree Builder 7.0, que introduzia novas funções como a sincronização, Unicode e Record Matches. MyHeritage também lançou uma função web chamada de Record Detective, que faz conexões automaticamente entre diferentes tipos de registros históricos.
Em 2014, MyHeritage anunciou parcerias e colaborações com várias empresas e entidades. Em fevereiro de 2014, foi anunciada a parceria com o BillionGraves para digitalizar e documentar sepulturas e cemitérios no mundo todo. Em outubro de 2014, o MyHeritage lançou uma parceria com a EBSCO Information Services para oferecer a instituições educacionais (como bibliotecas, universidades, etc.) acesso livre ao banco de dados de registros históricos do MyHeritage. Em dezembro de 2014, o MyHeritage formou uma nova parceria, desta vez com os Arquivos Nacionais Dinamarqueses para indexar e digitalizar os registros paroquiais e censos de 1646 a 1930 (um total de aproximadamente 120 milhões de registros). A empresa também ultrapassou a marca de 5 bilhões de registros históricos em seu banco de dados em 2014 e lançou a ferramenta das Instant Discoveries, que permite aos usuários adicionar ramos inteiros de parentes à sua árvore genealógica, de uma só vez.
Em 2015, MyHeritage alcançou 6.3 bilhões de registros históricos, 80 milhões de usuários registrados e disponibilidade em 42 idiomas. A empresa também lançou a tecnologia de tradução automática de nomes, que permite traduzir automaticamente nomes de idiomas diferentes, para que a pesquisa por antepassados seja mais eficiente.
Em março de 2016, empregados do MyHeritage registraram e preservaram a história da família de populações remotas na Região das Terras Altas, em Papua Nova Guiné. 
Em agosto de 2017, foi anunciada a aquisição da Millenia Corp. com seu software Legacy Family Tree e o programa Legacy webinars.
Em 2018, a companhia anunciou seu patrocínio ao Festival Eurovisão da Canção de 2019. O MyHeritage também anunciou que, no fim de outubro de 2018, o número total de registros históricos alcançou a marca de mais de 9 bilhões. Também em 2018, o diretor de ciências, Yaniv Erlich, recebeu cobertura midiática por por criar uma árvore genealógica com 13 milhões de pessoas usando dados do Geni.com.

## Incidentes de segurança
Em junho de 2018, foi anunciado que o MyHeritage experimentou uma violação de segurança que vazou os dados de mais de 92 milhões de usuários. Segundo a empresa, a violação ocorreu em 26 de outubro de 2017. O vazamento permitiu que os endereços de e-mail e senhas dos usuários fossem comprometidos. O MyHeritage afirmou que as informações sobre árvores genealógicas, perfis de DNA e informações de cartão de crédito são armazenadas em um sistema separado e não faziam parte do vazamento.   A empresa notificou os clientes no dia em que descobriu a violação e implementou a autenticação de dois fatores com suporte de SMS ou App Authenticator como resposta. Em fevereiro de 2019, o vazamento apareceu em vários sites da dark web, o que ampliou o escopo a partir de informações anteriores, juntamente com vários outros sites comprometidos que surgiram no mesmo mercado de sites sombrios.

## Produtos e serviços
Os produtos e serviços oferecidos pelo MyHeritage abrangem um software que pode ser baixado gratuitamente, serviços online e móveis. O site da empresa, MyHeritage.com.br, funciona com um modelo de negócios freemium. Cadastrar e criar a árvore genealógica, bem como receber alertas de coincidências com outras árvores é grátis. O site também oferece trechos de registros históricos oriundos de documentos históricos, jornais ou outras árvores genealógicas, mas para se ler a totalidade das informações destes documentos, ou para se confirmar um relacionamento com outro usuário, é necessária uma assinatura paga. Membros de A Igreja de Jesus Cristo dos Santos dos Últimos Dias são elegíveis para ter uma conta gratuita devido à parceria entre o MyHeritage e o FamilySearch mencionada anteriormente. Adicionalmente, somente usuários pagantes podem contatar outros usuários.
Até o fim de 2015, o banco de dados online de MyHeritage contava com 6.3 bilhões de registros históricos, incluindo censos, documentos de nascimento, casamento, falecimento, militares ou de imigração, bem como jornais históricos. A função SuperSearch permite aos usuários que pesquisem todo o banco de dados de registros históricos do site, para que encontrem informações sobre possíveis membros da família. Os usuários também podem subir fotos para os seus sites de família. O aplicativo móvel de MyHeritage está disponível para aparelhos iOS e Android e oferece uma gama de funções similares, como a habilidade de visualização e edição da árvore genealógica, pesquisa no banco de dados históricos e captura e compartilhamento de fotos.

### Tecnologias de Matching
MyHeritage utiliza várias tecnologias de matching (busca por coincidências) para a pesquisa histórica familiar. São elas: Smart Matching, Record Matching, Record Detective, Instant Discoveries, Global Name Translation e Search Connect. Smart Matching é utilizada para cruzar as informações na árvore genealógica de um usuário com as árvores de todos os outros usuários. Essa ferramenta permite aos usuários usar as informações sobre a sua família oriundas de outros usuários, possivelmente parentes. O Record Matching funciona de forma similar, com a exceção de que ele compara e encontra coincidências entre árvores genealógicas e registros históricos, em vez de outras árvores genealógicas.
O Record Detective é uma tecnologia que liga registros históricos relacionados, baseando-se em informações advindas de um registro histórico. Ele também utiliza árvores familiares já existentes para fazer ligações entre registros (por exemplo, um atestado de óbito e uma certidão de casamento). Instant Discoveries comparam as árvores genealógicas de um usuário com outras árvores e registros históricos e, então, instantâneamente exibe uma vasta quantidade de informações sobre sua família, encontradas nestas fontes, mas já exibidas em forma de novos ramos passíveis de serem adicionados às árvores genealógicas. A ferramenta Global Name Translation (tradução automática global de nomes) permite aos usuários a pesquisa por um parente, em seu idioma, ainda que os registros históricos encontrados para um dado parente tenham sido redigidos em um outro idioma.
Search Connect é uma ferramenta anunciada pelo MyHeritage em julho de 2015 e lançada em novembro do mesmo ano. A ferramenta indexa buscas juntamente com metadados, como datas, locais, parentes, etc, e exibe-os como resultados de busca quando outros usuários realizam uma pesquisa semelhante. Esta função permite aos usuários que realizam pesquisas parecidas encontrar outros usuários com o mesmo objeto de pesquisa, para que trabalhem juntos.
Testes de DNA também são oferecidos pelo MyHeritage através de parcerias com Family Tree DNA e 23andMe.

### Family Tree Builder
Family Tree Builder é um software com download gratuito, que permite aos usuários a criação de árvores genealógicas, a visualização de gráficos, estatísticas, entre outras funções. O software pode ser baixado gratuitamente, mas, como o site de MyHeritage, ele também trabalha num modelo de negócios freemium, em que os usuários podem adquirir um pacote Premium, para garantir acesso a funcionalidades adicionais.
A versão 7.0 do software (Family Tree Builder 7.0) foi lançada em 2013, quando funções extras como o Record Matching, suporte para Unicode, e um novo sistema de sincronização foram adicionadas. As informações contidas no Family Tree Builder podem ser visualizadas e atualizadas no site online do MyHeritage, bem como no aplicativo móvel do MyHeritage.
Family Tree Builder 8.0
A versão atual do software foi lançada em fevereiro de 2016 com novas funções, para uma performance ainda melhor e maior integridade dos dados.

### MyHeritage DNA
O MyHeritage DNA é um serviço de testes genéticos inaugurado pelo MyHeritage no final de 2016. Resultados de DNA são obtidos através de kits caseiros, que permitem aos usuários o uso de cotonetes bucais para a coleta de amostras de DNA. Os resultados trazem estimativas étnicas, bem como DNA matching.
Em 2016, o MyHeritage lançou um projeto para ajudar filhos de Judeus Iemenitas imigrantes que foram forçadamente separados de suas família, a se reunirem a suas famílias biológicas.  Em 2018, a companhia ofecereu 5.000 desses kits como parte de uma iniciativa para reunir familias migrantes separadas na fronteira entre os Estados Unidos e o México. A empresa também ofereceu 15.000 kits de DNA como parte de uma iniciativa pro bono chamada DNA Quest, que conecta adotados a seus pais biológicos.  Até 2019, aproximadamente 2,5 milhões de kits de DNA do MyHeritage foram vendidos, fazendo do MyHeritage a terceira empresa mais popular no ramo de testes de DNA genealógico. Em abril de 2019, o MyHeritage começou a publicar dados de um novo chip de DNA. Em maio de  2019, o MyHeritage lançou o teste de DNA do MyHeritage Saúde+Antepassados, um teste que oferece compreensivos relatórios de saúde para seus consumidores.

## Outros projetos
O projeto Tribal Quest Expedition é um projeto pro bono do MyHeritage para registrar a história da família de povos tribais. Também conta com um programa de combinação entre descendentes de sobreviventes do Holocausto que tiveram propriedades confiscadas de sua família.

## Prêmios e certificações
Em 2013, o MyHeritage foi selecionado pelo Globes como a startup de Israel mais promissora entre 2013–2014. A empresa ficou em primeiro lugar, entre 4.800 startups listadas. Também em 2013, a empresa Deloitte posicionou o MyHeritage como uma das 10 empresas com crescimento mais acelerado da Europa, Oriente Médio, e África (EMEA) na lista Deloitte Fast 500.
Em 18 de abril de 2018, o MyHeritage foi listado no sexto lugar na lista das 50 startups mais promissoras de Israel, publicada pelo jornal de negócios Calcalist.